# Wilkinson County (Mississippi)
Wilkinson County is een county in de Amerikaanse staat Mississippi. De county is vernoemd naar de militair James Wilkinson.
De county ligt aan de rivier de Mississippi, aan de grens met Louisiana. Het gebied heeft een landoppervlakte van 1.753 km² en telt 10.312 inwoners (volkstelling 2000). De hoofdplaats is Woodville.